# بوب بيرمان
بوب بيرمان (بالإنجليزية: Bob Berman)‏ هو لاعب كرة قاعدة أمريكي، ولد في 24 يناير 1899، وتوفي في 2 أغسطس 1988 في بريدجبورت في الولايات المتحدة.

## وصلات خارجية
- بوب بيرمان على موقعبيزبول رفرنس.كوم (الدوري الرئيسي) (الإنجليزية)